# Jagodovo (Plovdiv)
Jagodovo (Bulgaars: Ягодово) is een dorp in Bulgarije. Het dorp is gelegen in de gemeente Rodopi, oblast Plovdiv. Het dorp ligt hemelsbreed 9 kilometer ten zuidoosten van Plovdiv en 141 kilometer ten zuiden van Sofia. 

## Bevolking
Op 31 december 2020 telde het dorp Jagodovo 2.726 inwoners. Het aantal inwoners vertoont al vele jaren een dalende trend: in 1992 had het dorp nog 3.438 inwoners.
|  |

In het dorp wonen voornamelijk etnische Bulgaren. In de optionele volkstelling van 2011 identificeerden 2.600 van de 2.923 ondervraagden zichzelf als etnische Bulgaren, oftewel 88,9%. Het overige deel van de bevolking bestond vooral uit etnische Roma.
| Etnische samenstelling van de respondenten (2011) | Etnische samenstelling van de respondenten (2011) | Etnische samenstelling van de respondenten (2011) | Etnische samenstelling van de respondenten (2011) | Etnische samenstelling van de respondenten (2011) |
| ------------------------------------------------- | ------------------------------------------------- | ------------------------------------------------- | ------------------------------------------------- | ------------------------------------------------- |
|                                                   |                                                   |                                                   |                                                   |                                                   |
| Bulgaren                                          | Bulgaren                                          |                                                   | 88,9%                                             | 88,9%                                             |
| Turken                                            | Turken                                            |                                                   | 0,7%                                              | 0,7%                                              |
| Roma                                              | Roma                                              |                                                   | 9,7%                                              | 9,7%                                              |
| Anders/Onbekend                                   | Anders/Onbekend                                   |                                                   | 0,7%                                              | 0,7%                                              |